# Bruce Stambler
Bruce Stambler é um sonoplasta estadunidense. Venceu o Oscar de melhor edição de som na edição de 1997 por The Ghost and the Darkness.